# Arabia (Design)
Arabia ist eine finnische Keramikfabrik, die Produkte aus Steingut und Porzellan herstellt. Diese werden unter der gleichnamigen Marke vertrieben. Zum Angebot gehören Geschirrserien sowie Einrichtungs- und Geschenkartikel.
Unter anderem wurde von Arabia das von Kaj Franck entworfene Steingutgeschirr „Kilta“ hergestellt, welches als Designklassiker gilt, oft kopiert wurde, und heute seinen Platz in zahlreichen Museen innehat.

## Geschichte

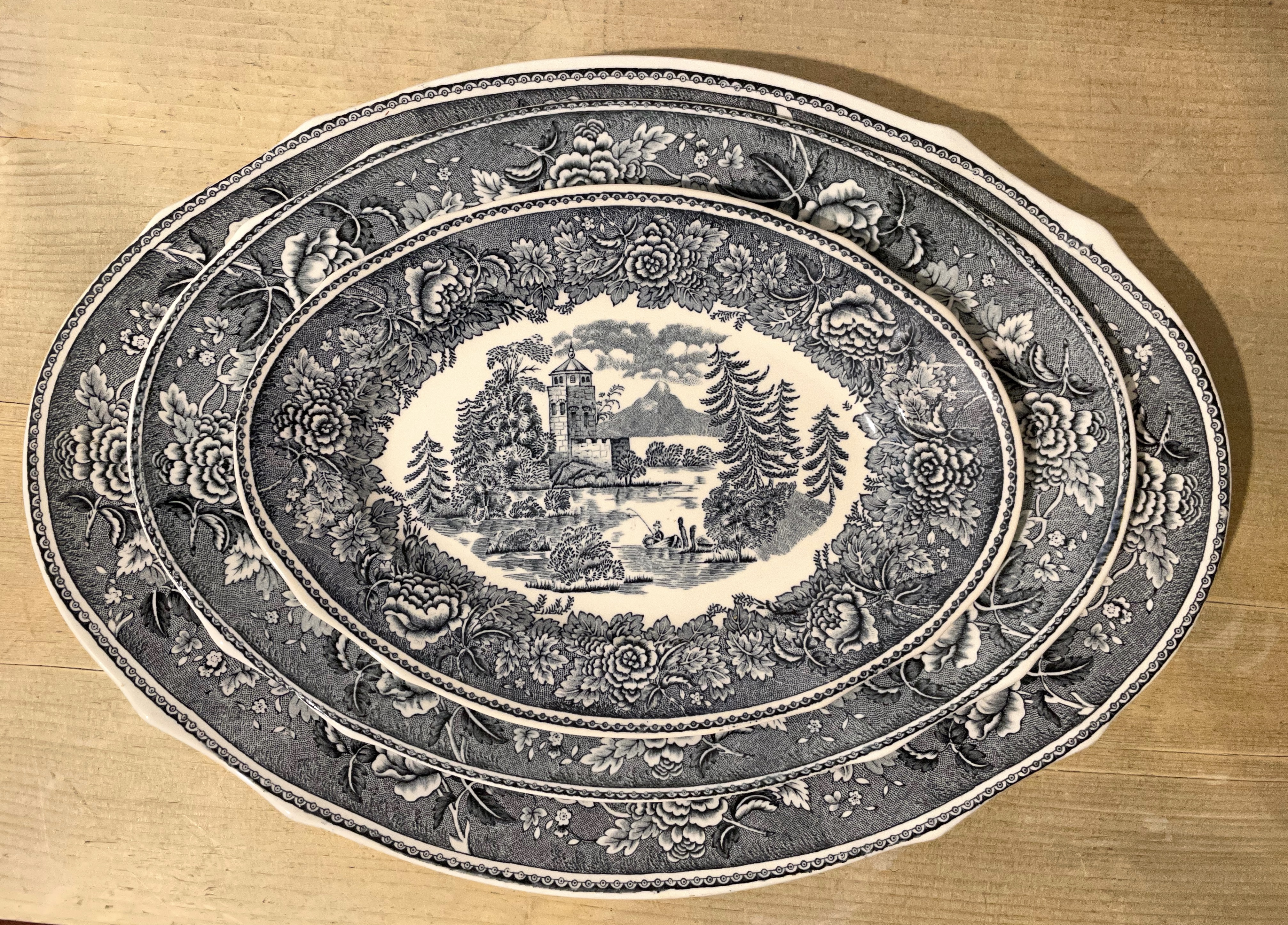
Arabia-Platten

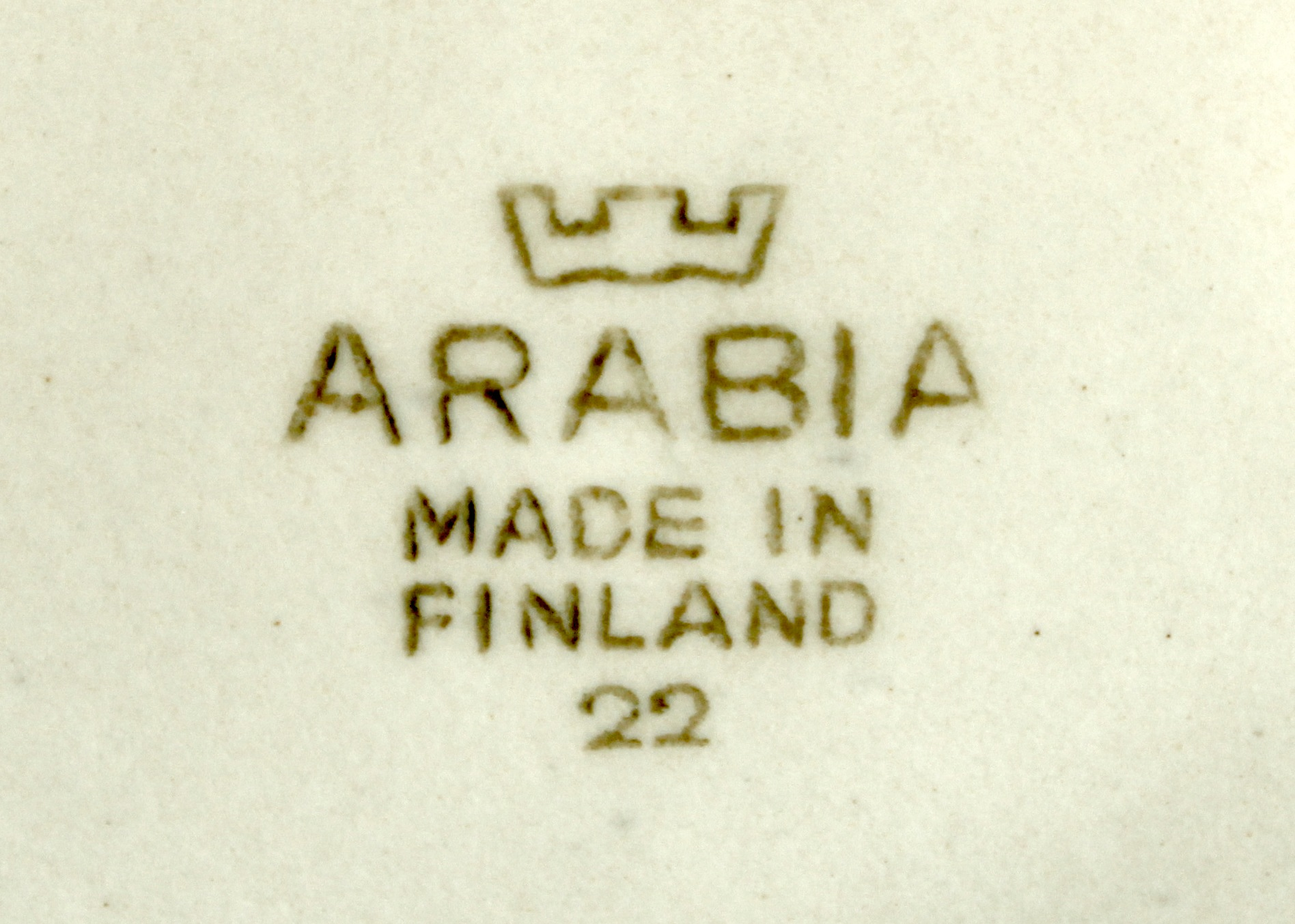
Arabia-Stempel

Am 25. November 1873 erhielt die schwedische Keramikfirma Rörstrand die Genehmigung, eine Tochterfirma in Finnland zu gründen. Die ersten Industriegebäude wurden 1874 in Arabianranta erbaut, einem Stadtteil von Helsinki. 1885 wurde aus Arabia eine eigenständige Aktiengesellschaft, die Arabia Aktiefabrik. In den 1890ern wurde das Sortiment durch Einstellen des schwedischen Designer Thure Öberg und des finnischen Architekten Jac Ahrenberg erweitert und die Produktion quantitativ angehoben.
Am Anfang des 20. Jahrhunderts begann Arabia mit der Herstellung eigener Kachelöfen, Vasen und Geschirrserien. 1916 verkaufte Rörstrand seinen Aktienanteil an finnische Käufer. In den 1920ern ermöglichte das Errichten neuer Räumlichkeiten und die Einführung eines Tunnelofens erneut eine deutliche Steigerung in der Produktion. 1948 wurde das Arabiamuseum in Helsinki eröffnet. Das Sortiment, das in den 1950ern grundlegend aktualisiert wurde, brachte den Designern einige Auszeichnungen auf den Mailänder Triennalen ein. In den 1960ern wurde Steinzeug als neues Material eingeführt. Wärtsilä, seit 1947 Besitzer von Arabia, verkaufte Arabia 1990 an Hackman. Seit 2007 gehört Arabia zu Iittala, die wiederum zum Fiskars-Konzern gehört.

## Arabia heute

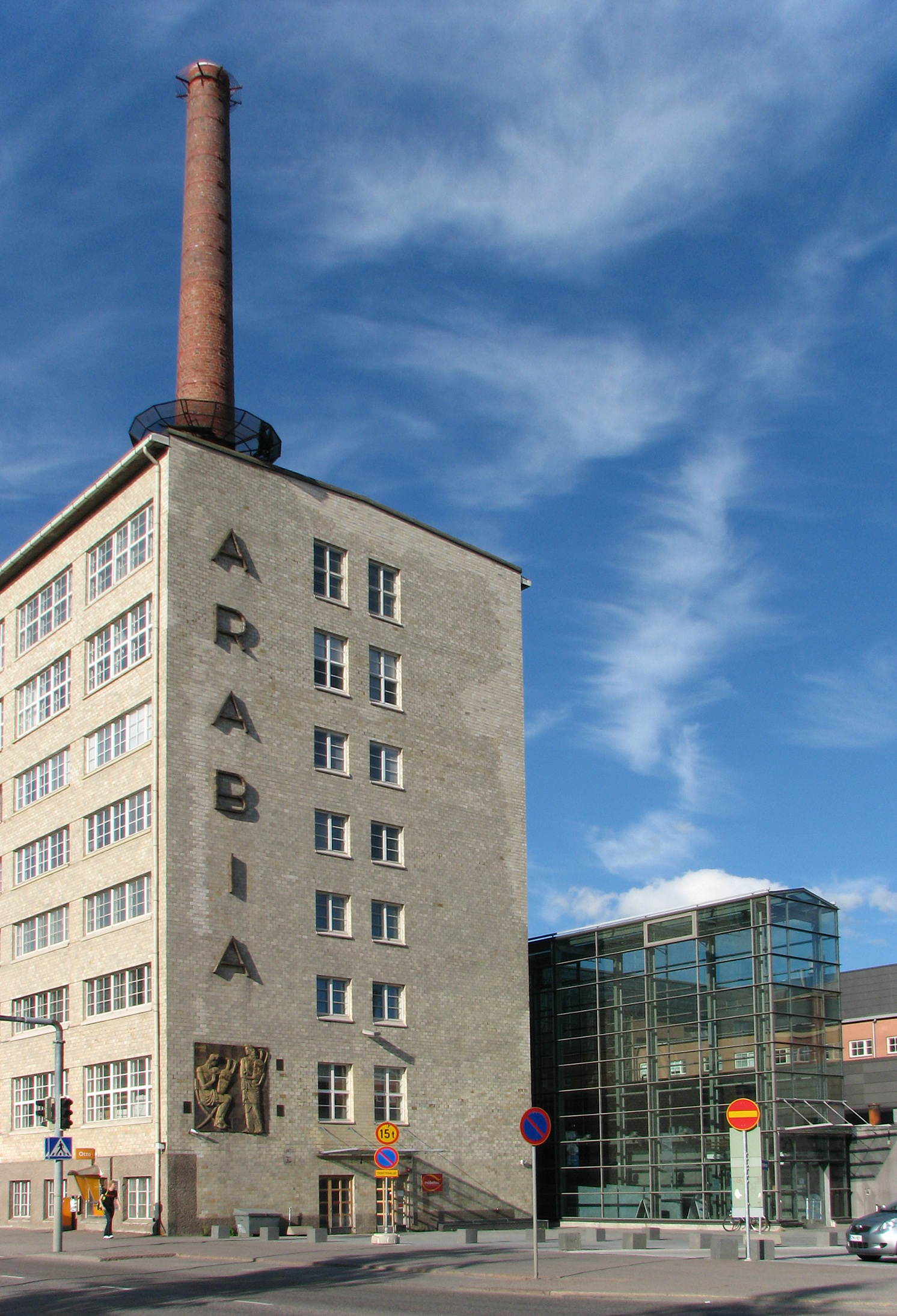
Die Arabia-Fabrikgebäude in Helsinki

Die alten Fabrikgebäude liegen, wie schon seit ihrem Aufbau, in unmittelbarer Nähe des Zentrums von Helsinki, auf der Straße Hämeentie im Stadtteil Arabianranta (wörtlich: Strand Arabiens). Doch anders als oft gedacht wird, wurde der Stadtteil nicht nach der Fabrik genannt, sondern die Fabrik hat ihren Namen von dem Grundstück bekommen, auf dem sie sich befindet. In der Fabrik werden auch kostenpflichtige Führungen in unterschiedlichen Sprachen angeboten. Im Fabrikgelände befinden sich zudem Büros, Räume der Hochschule für Kunst und Design Helsinki, das Arabia Museum sowie Geschäfte von Iittala, Pentik und Finlayson.
Die Gebrauchsartikel von Arabia werden hauptsächlich aus strapazierfähigem Vitroporzellan hergestellt und glasiert. Durch die Glasur wird das Geschirr hygienisch, beständig und einfach zu reinigen. Alle Glasuren, die in der Herstellung benutzt werden, sind bleifrei.
Die Produkte von Arabia werden auch in Deutschland, Österreich und in der Schweiz verkauft. Auf den englischen Internetseiten des Unternehmens kann man die Verkaufsstellen lokalisieren.
Im Jahre 2016 wurde die Fabrik in Helsinki geschlossen und die Produktion nach Thailand und Rumänien verlagert. In Helsinki verblieben ist lediglich die Produktentwicklung und die Verwaltung.

## Produkte

### GeschirrserieParatiisi
Das Geschirr Paratiisi (finnisch Paradies) ist ein bekannter Klassiker von Arabia. Entworfen wurde es Ende der 1960er Jahre von dem finnischen Keramikkünstler Birger Kaipiainen (1915–1988), der in der Kunstabteilung von Arabia arbeitete, wo er unter anderem Wandteller entworfen hatte. In der Serie Paratiisi, deren Gestaltung er erst nach langem Überreden aufnahm, griff er die Stimmung und die ovale Form seiner Unikate auf.
Das Thema der Serie ist der Paradiesbaum mit gelbem und blauem Obst und Blütenmotiven an grünen Ranken. Es gab auch eine Variante Musta Paratiisi (finnisch schwarzes Paradies), in der die Dekoration schwarzweiß wiedergegeben wurde. Die Herstellung der Serie begann 1970, wurde aber bereits 1975 wieder eingestellt. Die Produktion der bunten Version wurde 1987 mit nun veränderten runden Tellern wieder aufgenommen, auch die schwarzweiße Ausführung war von 2000 bis 2005 vorübergehend wieder auf dem Markt erhältlich. Zusätzlich gab es 2012 eine Sonderedition in grün und violett (Paratiisi purppura).
Zur Serie gehören Tassen, Becher, Teller, Schüsseln und Kannen unterschiedlicher Größen. Zudem gibt es eine Servierschale, eine Behälterdose mit Deckel sowie eine Schale mit Deckel.

### Mumin-Kollektion
Die Mumin-Figuren der finnischen Schriftstellerin Tove Jansson sind bekannt in aller Welt, und Arabia Design stellt eine eigene Mumin-Kollektion in Finnland her. 1945 erschien das erste Mumin-Buch von Tove Jansson mit Illustrationen von der Autorin und ihrem Bruder Lars Jansson. Schon Ende der 1950er begann Arabia damit, Mumin-Produkte herzustellen. Die ersten Produkte waren Kindergeschirr und eine Serie von kleinen porzellanenen Mumin-Figuren.
Die große Welle von Mumins in Arabia begann 1990. Seitdem ist die Beliebtheit der Mumins stetig gewachsen und die Mumin-Kollektion erweitert worden. Heutzutage gehört verschiedenes Geschirr zur Mumin-Kollektion: Es gibt Tassen, Näpfe, Teller, Schüsseln und Kindergeschirr. Die Mumin Abenteuer-Kollektion ist schwarz-weiß gehalten und enthält außer Geschirr auch Dosen, Tabletts und Uhren. Außerdem gibt es fünf kleine Mumin-Figuren, und als Saisonneuheit 2011 vier Mumin-Mini-Tassen als Christbaumschmuck.
Alle alten Produkte aus den 1950ern sind mittlerweile ersetzt worden, aber neue erscheinen jedes Jahr. Die Kollektion befindet sich im stetigen Wandel: Während manche Artikel nur einige wenige Jahre in Produktion sind, kommen andere hinzu, die dauerhaft vertrieben werden. In der Saison 2011 gab es 19 verschiedene Mumin-Tassen. Dieselben Figuren befinden sich auch auf vielen anderen Produkten. Jedes Jahr erscheinen ein bis zwei neue Tassenmotive und zwei Saisontassen, normalerweise eine Sommer- und Weihnachtstasse. Sie sind nur einige Monate im Verkauf. Diese aus der Produktion genommenen Geschirrstücke sind begehrte Sammlerstücke.
Die Designerin der Mumin-Kollektion ist die Künstlerin Tove Slotte, die alle Mumin-Figuren auf Grundlage der Originalzeichnungen entworfen hat. Slotte hat die Original-Comicbilder an das Geschirr angepasst und auch einige Figuren selbst gezeichnet und dazugefügt. Arabia verwendet nur originale, von Tove Jansson selbst erschaffene Mumin-Figuren als Themen in ihren Produkten.

### GeschirrserieRuska

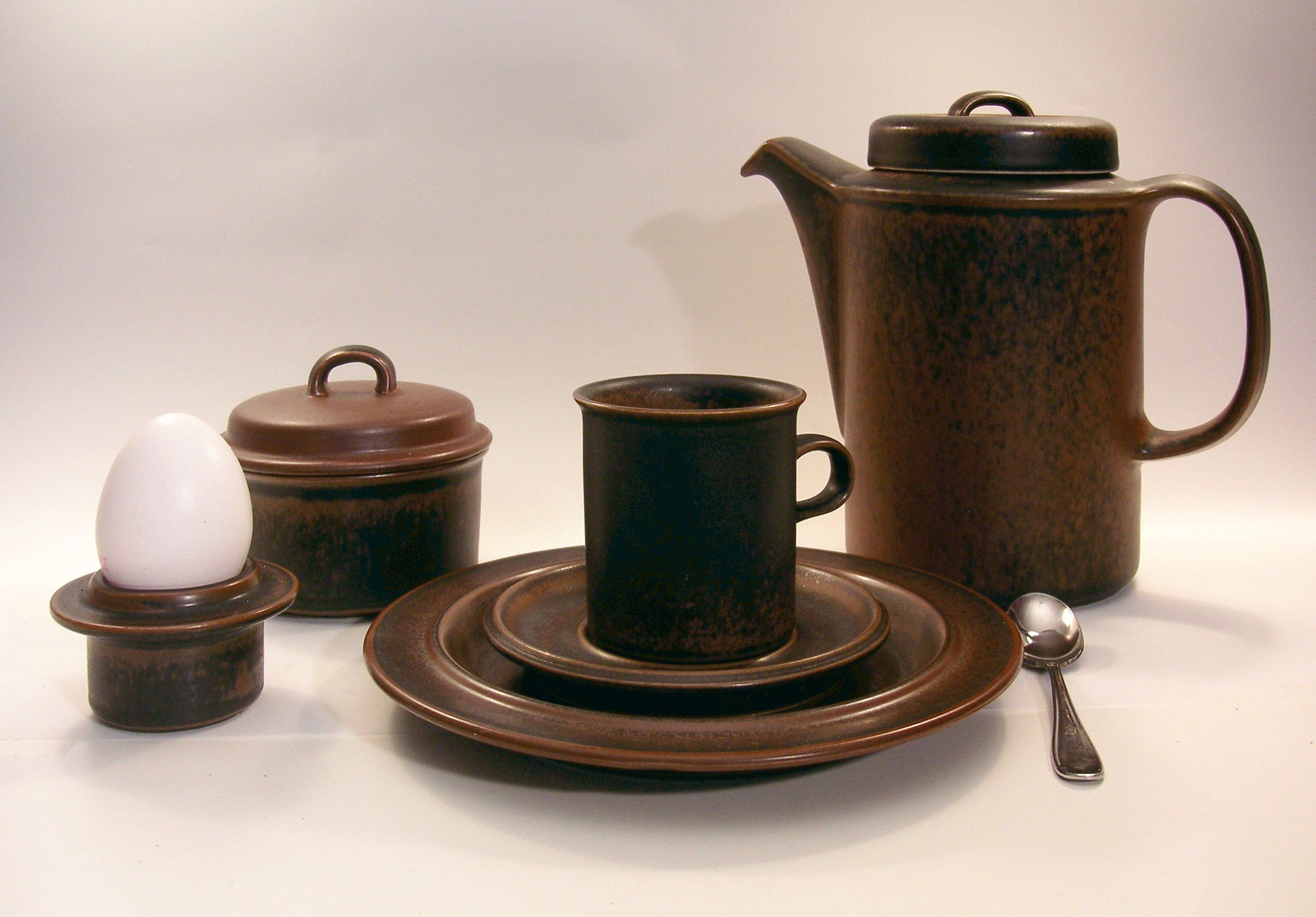
Arabia-Klassiker, 1970er Jahre

Ruska (finn. Wort für die bräunlichen Farben im Herbst) gehört zu den bekanntesten Serien von Arabia und gilt heutzutage als Klassiker. Das Design stammt von Ulla Procopé, die von 1948 bis 1968 für das Unternehmen arbeitete. Die Serie wurde dem Publikum erstmals auf der Mailänder Triennale 1960 vorgestellt. Die Produktion begann 1961 und wurde durchgehend bis 1999 weitergeführt. Sie ist durch das Hartsteinzeug äußerst strapazierfähig und sowohl im Ofen als auch im Tiefkühlschrank einsetzbar. Die Glasur wurde mittels einer eigens für diese Serie entwickelten Technik auf das Steingut aufgetragen und hinterließ auf jedem Stück ein individuelles Muster. Die 54 verschiedenen Geschirrstücke, zu denen neben den herkömmlichen Waren auch verschiedene Tabletts, Kannen und Ofengeschirr gehören, machen Ruska zu einer der vielseitigsten Serien der Marke.
Ulla Procopé benutzte die Form, die für Ruska verwendet wurde, auch für andere Entwürfe, wie z. B. die handbemalten „Anemone“ und „Rosmariini“ (finnisch Rosmarin).

### Geschirrserie24h
24h wurde von dem Keramikdesigner Heikki Orvala Ender 1996 als Ersatz für das erfolgreiche Geschirr Ruska entworfen. 24h zeichnet sich durch sein ruhiges und zeitloses Design aus. Zunächst wurde das Geschirr in Cremeweiß (glänzend) und in Grün und Blau mit matten Glasuren angeboten. In der ersten Dekade des 21. Jahrhunderts wurden die mattglasierten Farben eingestellt.
Im Herbst des Jahres 2011 wurde die 24h Kollektion durch Heikki Orvola mit einer charakteristischen blauen Randdekoration versehen und neu eingeführt. Die 24h Tuokio Kollektion besteht aus Tassen, Tellern, Schalen und Kannen.

### GeschirrseriePomona
Das Geschirr wurde von Raija Uosikkinen gestaltet. Raija Uosikkinen (1923–2004) arbeitete von 1947 bis 1986 bei Arabia. Verschiedene Früchte auf weißem Grund bilden das Motiv: Blaubeeren, Stachelbeeren, grüne Äpfel, Orangen, Pflaumen, Johannisbeeren, Erdbeeren und Bienen. In einer späteren Version zeigen die Früchte eine schwarze Umrandung.